# Chelsea Spencer
Chelsea Spencer (San Leandro, Kalifornia, 1983. május 15. –) amerikai softballjátékos és -edző. 2021 óta a California Golden Bears vezetőedzője.

## Játékosként
Az Arroyo High Schoolban érettségizett, majd 2002 és 2005 között a UC Berkeley shortstopja volt. 2005-ben szerzett diplomát Amerika-tanulmányok szakon.
A 2005-ös NPF-draft 25. fordulójában a New York/New Jersey Juggernaut tagja lett. A csapat 2009-ben bajnoki címet nyert.

## Edzőként

### Texas Longhorns
2018. július 10-én a Texas Longhorns vezetőedző-helyettese lett.

### California Golden Bears
2020. május 20-án a California Golden Bears első nyíltan az LMBT-közösséghez tartozó vezetőedzője lett.

## Statisztika
| Év        | G   | AB  | R   | H   | BA   | RBI | HR | 3B | 2B | TB  | SLG   | BB | SO  | SB | SBA |
| --------- | --- | --- | --- | --- | ---- | --- | -- | -- | -- | --- | ----- | -- | --- | -- | --- |
| 2002      | 75  | 228 | 23  | 57  | .250 | 32  | 3  | 0  | 15 | 81  | .355% | 16 | 29  | 1  | 1   |
| 2003      | 69  | 200 | 20  | 48  | .240 | 25  | 2  | 1  | 3  | 59  | .295% | 7  | 25  | 4  | 4   |
| 2004      | 66  | 190 | 31  | 62  | .326 | 36  | 8  | 0  | 9  | 95  | .500% | 19 | 25  | 17 | 19  |
| 2005      | 67  | 191 | 37  | 52  | .272 | 25  | 2  | 0  | 9  | 67  | .351% | 19 | 25  | 15 | 18  |
| Összesen: | 277 | 809 | 111 | 219 | .270 | 118 | 15 | 1  | 36 | 302 | .373% | 61 | 104 | 37 | 42  |

## Eredményei vezetőedzőként
| Év                                          | Eredmény                                    | Eredmény                                    | Helyezés                                    | Továbbjutás                                 |
| Év                                          | Összesített                                 | Konferencia                                 | Helyezés                                    | Továbbjutás                                 |
| California Golden Bears (Pac-12 Conference) | California Golden Bears (Pac-12 Conference) | California Golden Bears (Pac-12 Conference) | California Golden Bears (Pac-12 Conference) | California Golden Bears (Pac-12 Conference) |
| ------------------------------------------- | ------------------------------------------- | ------------------------------------------- | ------------------------------------------- | ------------------------------------------- |
| 2021                                        | 17–20                                       | 3–11                                        | 8.                                          | –                                           |
| 2022                                        | 28–27–1                                     | 8–16–1                                      | T–8.                                        | –                                           |
| 2023                                        | 35–21–1                                     | 9–14–1                                      | 6.                                          | NCAA Regional                               |
| Összesen:                                   | 80–68–2 (.540)                              | 20–41–1 (.331)                              | –                                           | –                                           |

## Fordítás
- Ez a szócikk részben vagy egészben  a   Chelsea Spencer című angol Wikipédia-szócikk ezen változatának fordításán alapul.  Az eredeti cikk szerkesztőit annak laptörténete sorolja fel. Ez a jelzés csupán a megfogalmazás eredetét és a szerzői jogokat jelzi, nem szolgál a cikkben szereplő információk forrásmegjelöléseként.